# Sylvia Day
Sylvia June Day (11 de março de 1973) é uma escritora nipo-estadunidense. Ela também escreve sob os pseudônimos SJ Day e Livia Dare. É uma autora best-seller em 28 países.

## Carreira
Day escreve romances, ficção especulativa/paranormal, ficção histórica e ficção futurista (sob o pseudônimo de Livia Dare). Também publicou ficção e não-ficção sob o pseudônimo de SJ Day.
É co-fundadora da Passionate Ink, um capítulo de interesse especial da Romance Writers of America (RWA),  tendo atuado no Conselho de Administração da RWA de 2009 a 2013. Foi a 22ª Presidente da RWA. Day está atualmente no Conselho de Administração do Authors Guild.
Ela apresenta workshops para grupos de redação e tem sido palestrante em eventos como a RT Booklovers Convention, Romance Writers of America's National Convention e Comic-Con.
Em março de 2013, a Harlequin Enterprises e a Hearst Corporation anunciaram a assinatura de um contrato de sete dígitos para o lançamento de duas novelas, a " Cosmo Red Hot Reads from Harlequin", uma nova colaboração entre a editora e a gigante das comunicações.
Em junho de 2013, a Penguin USA fechou um acordo de oito dígitos para mais dois livros da série "Crossfire", com a Penguin UK adquirindo os direitos do Reino Unido e da Commonwealth por mais sete dígitos.
Em janeiro de 2014, a St. Martin's Press da Macmillan anunciou um contrato de dois livros com Day para uma nova série "Blacklist". A Penguin UK adquiriu os direitos do Reino Unido e da Commonwealth para a série.
Em abril de 2019, a Amazon Publishing anunciou um contrato para uma nova novela de Day por sete dígitos.

### Série Crossfire
A série Crossfire possui 13 milhões de cópias impressas em inglês e direitos internacionais licenciados em mais de 40 territórios em janeiro de 2014.
Toda Sua ficou em 4º lugar na lista dos 10 livros mais vendidos de 2012 da Amazon.com, 5º no Top Ten Books of the Year do iTunes, e 7º no Bookscan 's Top 10 Vendas de Livros Impressos de 2012 – Ficção Adulta. Toda Sua passou quarenta e cinco semanas na lista de best-sellers do The New York Times e sessenta e sete semanas na lista de best-sellers do USA Today.
A série Crossfire foi adquirida pela Lionsgate Television Group para adaptação para a televisão, mas Day recusou uma terceira renovação da opção e os direitos foram revertidos para ela.

### Beyond Words
Em setembro de 2015, Day lançou a revista de estilo de vida digital Beyond Words, que publica artigos diários sobre viagens, entretenimento, estilo, bem-estar e filantropia.

## Honras
Day foi homenageada com o Romantic Times Reviewers' Choice Award, o EPPIE Award, o National Readers' Choice Award e obteve várias indicações para o Romance Writers of America 's RITA Award.
- Indicada ao Prêmio RITA de 2007 ("Her Mad Grace") [18]
- Indicada ao Prêmio Escolha dos Críticos da Revista Romantic Times de 2007 ( Paixão pelo Jogo )
- Indicada ao Prêmio RITA de 2008 ("Mischief and the Marquess") [18]
- Vencedor ado Prêmio Escolha dos Revisores da revista Romantic Times de 2008 ( Não me tente )
- Vencedor ado Prêmio National Readers' Choice de 2008 ( Heat of the Night )
- Indicada ao Prêmio Escolha dos Revisores da revista Romantic Times de 2009 ( In the Flesh )
- Vencedora do National Readers Choice Award de 2009 ( In the Flesh )
- Vencedora do Readers' Crown Award de 2010 ( In the Flesh and Eve of Darkness )
- 2012 - Goodreads Choice Award Melhor Romance Nominee ( Bared to You )
- 2012 - Goodreads Choice Award Melhor Autor Goodreads Indicado
- 2012 - Melhores Livros do Ano da Amazon na seleção dos editores de Romance ( Bared to You ) [19]
- 2013 - Goodreads Choice Award Melhor Romance Indicado ( Entwined with You )
- 2014 - Melhores Livros do Ano da Amazon na seleção dos editores de Romance ( The Stranger I Married )
- 2015 - Goodreads Choice Award Melhor Romance Nominee ( Captivated by You )

### Romances
- Bad Boys Ahoy! (2006)
- Peça -me o que quiser (2006)
- Casada com um Estranho (2007)
- Marca da Escuridão  (2009)
- Marca da Destruição (2009)
- Marca do Caos (2009)
- In the Flesh (2009)
- Pride and Pleasure (2011)
- Seven Years to Sin (2011)
- A Touch of Crimson (2011)
- Toda sua (2012)
- A Hunger So Wild (2012)
- Reflected in You (2012)
- Entwined with You (2013)
- Spellbound (2013)
- Captivated by You (2014)
- One with You (2016)
- Butterfly in Frost (2019)

### Novelas
- "Magic Fingers" em Wicked Words: Sex on Holiday (2005) e Black Lace Quickies 7 (2007) e Wicked (2012)
- "Pegando Caroline" (2005)
- "Enganado" (2005)
- "Beijo da Noite" (2005)
- "Snaring The Huntress" (2005)
- "Wish List" (2005) in White Hot Holidays, Vol. II (2006))
- "Treasure Hunters" in Ellora's Cavemen: Dreams of the Oasis II (2006)
- "A Familiar Kind of Magic" in Alluring Tales: Awaken the Fantasy (2007)
- "Salacious Robinson" em Got a Minute? (2007)
- "Magic and Mayhem" (2007)
- "Mischief and the Marquess" em Perfect Kisses (2007)
- "That Old Black Magic" em Alluring Tales: Hot Holiday Nights (2008)
- "Eve of Sin City" (2010)
- "Marca de Guerra" (2010) em The Mammoth Book of Paranormal Romance 2 (2010)
- "Lucien's Gamble" (2011) em Bad Boys Ahoy! (2006)
- "All Revved Up" (2011) em Wicked Reads (2011)
- "Razor's Edge"" em A Promessa de Amor (2011)
- "Taking the Heat" em Men Out of Uniform (2011)
- "A Dark Kiss of Rapture" (2011)
- "Iron Hard" (2012) em Steamlust: Steampunk Erotic Romance (2011)
- "Black Magic Woman" (2013) em Spellbound
- "What Happened in Vegas" (2011) em Melhor Romance Erótico (2011)
- "Blood and Roses" em Guns and Roses (2012)
- "On Fire" em Hot in Handcuffs (2012)
- "Afterburn" (2013)
- "Aftershock" (2014)
- "Hard to Breathe" (2015) na estreia

### Séries/Títulos Relacionados

#### Contos sedutores
- "A Familiar Kind of Magic" in Alluring Tales: Awaken the Fantasy (2007)
- "That Old Black Magic" in Alluring Tales: Hot Holiday Nights (2008)
- "Black Magic Woman" in Spellbound (2013)

#### Sede Carnal
- Misled (2005)
- Kiss of the Night (2005)
- Declassified: Dark Kisses (2006)
- Carnal Thirst (2012)

#### CosmoRed Hot Reads da Harlequin
- "Afterburn" (2013)
- "Aftershock" (2014)

#### Crossfire
- Toda Sua (2012)
- Reflected in You (2012)
- Entwined with You (2013)
- Captivated by You (2014)
- One with You (2016)

#### Guardiões dos Sonhos
- Pleasures of the Night (2007)
- Heat of the Night (2008)

#### Série Georgiana
- Peça-me o que quiser (2006)
- Passion for the Game (2007)
- A Passion for Him (2007)
- Don't Tempt Me (2008)

#### Série Marcada (com S. J. Day)
- Marca das Trevas (2009)
- Marca da Destruição (2009)
- Marca do Caos (2009)
- Eve of Sin City (2010)
- Marca de Guerra (2010) em The Mammoth Book of Paranormal Romance 2 (2010)

#### Anjos Renegados
- A Dark Kiss of Rapture (2011)
- A Touch of Crimson (2011)
- A Caress of Wings (2012)
- A Hunger So Wild (2012)
- A Lush Kiss of Surrender
- A Taste of Seduction

#### Série Safira (com Livia Dare)
- In the Flesh (2009)

### Não-ficção
- Perfectly Plum: Unauthorized Essays on the Life, Loves and Other Disasters of Stephanie Plum, Trenton Bounty Hunter (2007)
- The Write Ingredients: Recipes from Your Favorite Authors (2007)
- Lustfully Ever After: Fairy Tale Erotic Romance (Foreword - 2011)
- Fifty Writers on Fifty Shades of Grey (2012)
- História de O (Introdução - 2013)
- Writing New Adult Fiction (Foreword - 2014)

## Mídia
Em abril de 2013, HeroesAndHeartbreakers.com deu a notícia de que a série Day's Crossfire havia sido escolhida para adaptação para a televisão. A Lions Gate Entertainment garantiu os direitos. Kevin Beggs, presidente do Lionsgate Television Group, confirmou a aquisição em 5 de Agosto de 2013 em um comunicado à imprensa. O vice-presidente executivo da Lionsgate TV, Chris Selak, que supervisionaria o desenvolvimento do estúdio, disse: "A série Crossfire é uma propriedade incrível e é uma emoção trazê-la para a Lionsgate. Sylvia criou uma história duradoura, sexy e ousada, e estamos ansiosos para trabalhar com ela para criar um programa que emocione e se conecte com o público como seus livros fizeram." No entanto, Day recusou uma terceira renovação da opção e os direitos foram revertidos para ela.
Em junho de 2017, a empresa de entretenimento de streaming Passionflix iniciou a produção da adaptação cinematográfica de Day's Afterburn/Aftershock. A fotografia principal foi concluída em 29 de julho de 2017. O filme estreou em novembro de 2017.
Beyond Words: Sylvia Day, um documentário cobrindo a turnê mundial de apoio ao lançamento de Day's One with You, foi lançado em 9 de outubro de 2018.